# Васильев, Олег Владимирович (учёный)
Оле́г Влади́мирович Васи́льев (1 ноября 1939 ― 24 октября 2002) ― советский и российский математик, доктор физико-математических наук, профессор, заслуженный деятель науки Российской Федерации, заслуженный профессор Иркутского государственного университета.

## Биография
Олег Владимирович родился 1 ноября 1939 года в Иркутске в семье математика, преподавателя и впоследствии профессора Иркутского университета Владимира Владимировича Васильева. В 1962 году с отличием окончил физико-математический факультет Иркутского государственного университета по специальности «математика».
В 1967 году защитил кандидатскую диссертацию «Некоторые задачи поиска оптимального управления» в Иркутском государственном университете под руководством Р. Ф. Габасова.
В 1984 году защитил докторскую диссертацию «Качественные и конструктивные методы оптимизации управляемых процессов с распределенными параметрами» в Ленинградском государственном университете.
С 1967 по 1972 год работал старшим преподавателем, заведующим кафедрой вычислительной математики Иркутского государственного университета (ИГУ).
В 1971 году Олег Владимирович избирается деканом математического факультета ИГУ.
С 1972 по 2002 год ― заведующий кафедрой методов оптимизации ИГУ.
О. В. Васильев — основатель и первый директор Института математики и экономики ИГУ (1999―2002).
В 1991―2002 годах ― председатель специализированного Совета по защите диссертаций.
Является автором 115 научных публикаций. Научный руководитель 13 кандидатских диссертаций. Среди его учеников ― 5 докторов наук.

## Награды и звания
- Медаль ордена «За заслуги перед Отечеством» II степени

- Медаль «За трудовую доблесть»

- доктор физико-математических наук

- Заслуженный деятель науки Российской Федерации

- Профессор

- Заслуженный профессор Иркутского государственного университета

- Член-корреспондент РАЕН

- Член Американского математического общества

- Заслуженный деятель науки Бурятии

- Заслуженный деятель народного образования Монголии